# Langen (Emslandi járás)
Langen település Németországban, azon belül Alsó-Szászország tartományban. Lakosainak száma 1455 fő (2023. december 31.). Langen Bawinkel, Gersten, Lengerich, Freren, Thuine és Lingen községekkel határos.

## Népesség
A település népességének változása:
| Lakosok száma | 1454 | 1422 | 1432 | 1438 | 1462 | 1461 | 1455 |
|               | 2013 | 2016 | 2017 | 2019 | 2021 | 2022 | 2023 |